# Nicolò Minato
Nicolò Minato (* um 1620–25 in Bergamo; † 1. März 1698 in Wien) war ein italienischer Dichter, Librettist und Impresario.

## Leben
Minato ließ sich in den 1640er Jahren in Venedig zum Rechtsanwalt ausbilden und wurde Mitglied der Accademia degli Imperfetti, die sich mit Rechtswissenschaft, Geschichte und Altphilologie beschäftigte. 1645 erschien seine erste Veröffentlichung, eine Übersetzung der Eruditioni per il cortigiano von einem anonymen flämischen Autor. Ab 1650 betätigte er sich als Librettist; sein erstes Libretto Orimonte wurde von Francesco Cavalli vertont. Bis 1669 entstanden in Venedig mindestens zehn weitere Libretti, meist ebenfalls für Cavalli. Spätestens 1665 gab Minato seinen juristischen Hauptberuf völlig auf und widmete sich nur noch dem Theater, u. a. als Impresario des Teatro San Salvador.
1669 wurde Minato Hofdichter in Wien, wo er in den folgenden 29 Jahren über 170 Libretti und ca. 40 geistliche Texte verfasste. Im Durchschnitt entstanden fünf Werke pro Jahr, manchmal auch bis zu zehn (z. B. 1678). Fast alle Texte wurden vom Hofkomponisten Antonio Draghi vertont, einzelne auch von Kaiser Leopold I. selbst (so z. B. das Oratorium Il transito di San Giuseppe, 1675, oder die Oper Creso, 1678). Oft folgten weitere Vertonungen durch andere Komponisten, darunter Pistocchi, Bononcini, Ziani, Albinoni, Hasse und Telemann. Dass Minato in Wien höchstes Ansehen genoss, beweist seine Aufnahme in die Kaiserliche Akademie sowie die postume Wiederveröffentlichung seiner geistlichen Werke in zwei Bänden.

## Stil
Die meisten Libretti Minatos behandeln antike historische Stoffe, wobei die militärische und moralische Größe des Helden im Mittelpunkt steht und Parallelen zur Gegenwart gezogen werden. Anders als die meisten seiner Zeitgenossen teilte Minato jeden Akt in genau gleich viele Szenen ein (in den venezianischen Libretti 20, in den Wiener Opern gewöhnlich weniger). Rezitative und Arien sind in Form und Funktion klar voneinander abgegrenzt, die Anzahl der Arien wird z. T. durch Manipulation der Handlung erhöht. Umfangreiche Nebenhandlungen und die Mischung ernster und komischer Elemente weisen Minato als einen typischen Vertreter der Oper des 17. Jahrhunderts vor den Reformen durch Zeno und Metastasio aus.

## Werke (Auswahl)
- Orimonte (1650), vertont von Cavalli
- Xerse (1654/55), vertont u. a. von Cavalli, Bononcini und Händel
- Elena (1659), nach einem Szenarium von Giovanni Faustini, vertont von Cavalli
- Pompeo Magno (1666), vertont von Cavalli, Scarlatti und Perti
- La prosperità di Elio Sejano (1667), vertont u. a. von Sartorio, Draghi und Albinoni
- Leonida in Tegea (1670), vertont von Draghi
- Chilonida (1677), vertont von Draghi und Ziani
- La patienza di Socrate con due mogli (1680), vertont u. a. von Draghi und Reutter/Caldara
- La tirannide abbatuta dalla virtù (1697), vertont von Draghi